# 永田彬
永田 彬（ながた あきら、1985年1月22日 - ）は、日本の俳優、声優、タレント。よしもとクリエイティブ・エージェンシー所属のRUN&GUNのメンバー。演劇ユニットZERO BEAT.のメンバー。体重65kg。大阪府出身。

## 人物
浅倉大介プロデュースのダンスユニットD.A.N.Kメンバーとして2000年より活動。2001年、よみうりテレビのオーディション番組『スタパー!!』にて上山竜司、宮下雄也、米原幸佑と共にRUN&GUNを結成。同年7月4日、シングル『LAY-UP!!』でCDデビュー。かつてはRUN&GUNの初代リーダーであった。
2003年に俳優としても活動を開始。主な出演作に『仮面ライダー電王』、『乙女のパンチ』、『ハンマーセッション!』などがある。
趣味は、アニメ・マンガ・ゲーム・サッカー・ダンス、特技は、空手。

## 出演

### テレビ

#### ドラマ
- 乱歩R 第4話（2004年2月2日、日本テレビ）
- ヤンキー母校に帰る〜旅立ちの時 不良少年の夢（2005年3月27日、TBS）
- ライオン丸G（2006年10月 - 12月、テレビ東京） - 「Drëamin'」のホスト 役
- 仮面ライダー電王（2007年1月 - 2008年1月、テレビ朝日） - 尾崎正義 役
- 法の庭（2007年8月17日、フジテレビ）
- ロス:タイム:ライフ 第8節 部長編（2008年3月29日、フジテレビ）
- 無理な恋愛（2008年4月 - 6月、フジテレビ） - 田代和也 役[2]
- 奇跡の動物園2008〜旭山動物園物語〜（2008年5月16日、フジテレビ） - 潮見剣太 役[3]
- 乙女のパンチ（2008年6月 - 7月、NHK） - 杉山勇 役
- Tomorrow〜陽はまたのぼる〜（2008年7月 - 9月、TBS） - 加藤圭太 役[4]
- リセット 第12話（2009年3月、よみうりテレビ） - 緒方匠 役
- 嬢王 Virgin（2009年10月 - 12月、テレビ東京） - 雨宮純一 役[5]
- 奇跡の動物園2010〜旭山動物園物語〜（2010年2月12日、フジテレビ）[6]
- 絶対零度〜未解決事件特命捜査〜（2010年4月 - 6月、フジテレビ） - 道尾行成 役[7]
- ハンマーセッション！（2010年7月 - 9月、TBS） - 塚本哲也 役[8]
- 絶対零度〜未解決事件特命捜査〜Special（2011年7月8日、フジテレビ） - 道尾行成 役[9]
- 科捜研の女 クリスマススペシャル（2013年12月25日、テレビ朝日） - 羽間満 役[10]
- 慰謝料弁護士〜あなたの涙、お金に変えましょう〜第12話（2014年、日本テレビ）[11]
- なぜ東堂院聖也16歳は彼女が出来ないのか? 第3話（2014年11月3日、名古屋テレビ） - 和也 役
- 五つ星ツーリスト〜最高の旅、ご案内します!!〜 第10話（2015年3月12日、読売テレビ） - 新谷誠人 役[12]

#### テレビアニメ
太字はメインキャラクター。
- ラブ★コン（2007年4 - 9月、TBS） - 大谷敦士[13]
- はたらキッズ マイハム組（2007年10月 - 2008年10月、テレビ朝日） - スティーブ[14]

#### その他テレビ番組
- ココリコミラクルタイプ（2007年1月 - 9月、フジテレビ）
- キュン死にまであと1週間!ラブ★コン始まるでぇ!!（2007年3月31日、TBS）
- 〜ジョーデキ!POP COMPANY〜POP屋（2008年4月・5月、フジテレビ）
- アナCAN（2008年7月4日、TBS）
- イケメンデルの法則（関西テレビ）[注釈 1]
- 内村とザワつく夜（2013年12月17日、TBS）

### 映画
- ROUTE58（2003年、監督：倉持健一） - 上原和也 役
- 逆境ナイン（2005年、監督：羽住英一郎） - 一文字 役
- 魂萌え!（2007年、監督：阪本順治）
- 仮面ライダーシリーズ
  - 劇場版 仮面ライダー電王 俺、誕生!（2007年、監督：長石多可男） - 尾崎正義 役
  - 劇場版 仮面ライダー電王&キバ クライマックス刑事（2008年、監督：金田治） - 尾崎正義 役
  - 劇場版 さらば仮面ライダー電王 ファイナル・カウントダウン（2008年、監督：金田治） - 尾崎正義 / 正吉 役
  - 仮面ライダー×仮面ライダー×仮面ライダー THE MOVIE 超・電王トリロジー（2010年） - 尾崎正義 役
    - EPISODE RED ゼロのスタートウィンクル（監督：金田治）[15]
    - EPISODE BLUE 派遣イマジンはNEWトラル（監督：舞原賢三）[16]
    - EPISODE YELLOW お宝DEエンド・パイレーツ（監督：柴﨑貴行）[17]
- うた魂♪（2008年、監督：田中誠） - 廣瀬正 役[18]
- カンナさん大成功です!（2009年、監督：井上晃一） - 蓮台寺浩介 役[19]
- 走り屋ZERO -ストリート伝説-（2009年、監督：広瀬陽） - 主演・カズキ 役[20]
- 20世紀少年 〈最終章〉ぼくらの旗（2009年、監督：堤幸彦）
- ヒーローショー（2010年、監督：井筒和幸） - 星野 役[21]
- 28 1/2 妄想の巨人（2010年、監督：押井守）
- アサシン（2011年、監督：小原剛） - アサシン=クーガー 役[22]
- Abed〜二十歳の恋 第1話「なつめ」（公開延期、監督：木村有理子） - 東来 役[23]
- ワーキング・ホリデー（2012年、監督：岡本浩一）[24]
- ギフテッド〜フリムンと乳売り女〜（2017年、監督：出馬康成） - 金山宏 役[25]
- ノーマーク爆牌党（2018年、監督：富澤昭文）[26]

### オリジナルビデオ
- レジェンド 最凶覚醒（2015年、監督：山村淳史）[27]

### 舞台
2007年 - 2010年
- エア・ギア（2007年1月7日 - 21日）
- エア・ギア vs.BACCHUS Super Range Remix（2007年5月3日 - 8日）
- 鉄人28号（2009年1月10日 - 2月8日）
- エア・ギア vs. BACCHUS Top Gear Remix（2010年4月9日 - 16日）
- 404 Not Fashion（2010年10月22日のみ）

2011年
- MEN-tertainment（2011年6月22日のみ）
- RING WANDERING（2011年5月1日 - 5日 / 7月23日 - 24日）
- Lovelyコーポレーション目白支店（2011年8月8日 - 10日）
- Missing Link（2011年9月21日 - 25日）
- 劇団Hi!You け・れ・ん・み（2011年11月4日 - 6日）

2012年
- 青の祓魔師 魔神の落胤（2012年5月11日 - 17日） - メフィスト・フェレス 役

2013年
- 蝶々喃々（2013年4月27 - 29日）
- The Tempest テンペスト（2013年6月28日 - 30日） 
- 暗転セクロス（2013年10月2日 - 6日）
- アルプス一万尺（2013年11月7日 - 12日）

2014年
- 嘘つきとキュービスト（2014年4月）
- 天地流転（2014年8月）
- 超スポ魂合唱コメディ『SING!!』-The TAKT of MAGIC-（2014年9月）

2016年
- THE EMPTY STAGE（2016年5月）
- 新・幕末純情伝（2016年6月 - 7月）
- ダイヤのA The LIVE III（2016年8月 - 9月） - 三島優太 役

2017年
- 新・幕末純情伝 再演（2017年1月）
- Fehde 針の尖（2017年6月）
- 遠い夏のゴッホ（2017年7月） - アオアシ 役
- THRee’S（2017年9月） - 曹操 役
- 野良犬達のBALLAD（2017年12月）

2018年
- 鬼切丸伝 源平鬼絵巻 再演（2018年6月） - 平教経 役 
- 火消哀歌（2018年8月） - 伊蔵 役

2019年
- それから（2019年1月）
- 誰ガ為のアルケミスト 聖石の追憶（2019年9月） - オライオン 役
- CHAIN 因縁の連鎖（2019年12月）

2020年
- 超青春合唱コメディ『SING!』-2020-（2020年8月）

2022年
- 穏やか貴族の休暇のすすめ。 新迷宮と貴婦人の結婚（2022年4月） - 宿主 役
- 青い世界線Episode2 Daydream（2022年10月）

### ネット配信
- ムカウミライ（2020年8月19日 ・22日、ファンキャス） - 19日・艦長 役、22日・エス男 役[57]

### ドラマCD
- ラブ★コン DVD BOX volume.2 bonus CD（2007年、大谷敦士）

## ディスコグラフィ

### シングル
RUN&GUNの全シングルに参加

### アルバム
RUN&GUNの全アルバムに参加
- ミュージカル『エア・ギア』（2007年4月25日発売）
- ミュージカル『エア・ギア』Chara & Team Vocal 1 Team 小烏丸 VS Team BACCHUS（2007年4月25日発売）
- ミュージカル『エア・ギア』vs. BACCHUS Super Range Remix（2007年8月1日発売）

### DVD
- THE3名様（2006年発売）
- ミュージカル『エア・ギア』（2007年5月1日発売）
- ミュージカル『エア・ギア』vs. BACCHUS Super Range Remix（2007年8月25日発売）
- ZERO〜就活篇・完全版〜（2008年5月28日発売）
- ZERO〜入社篇・完全版〜（2008年5月28日発売）
- ミュージカル『エア・ギア』vs. BACCHUS Top Gear Remix（2010年7月15日発売）

## 書籍
- TEAM!チーム男子を語ろう朝まで！（2008年2月20日発売、太田出版） ISBN 978-4-7783-1105-6
- 働くMen's写真集 Work-ish（2008年3月27日発売、幻冬舎） ISBN 978-4-344-81276-5